# Remelana jangala
Remelana jangala is een vlinder uit de familie van de Lycaenidae. De wetenschappelijke naam van de soort is voor het eerst geldig gepubliceerd in 1829 door Horsfield.

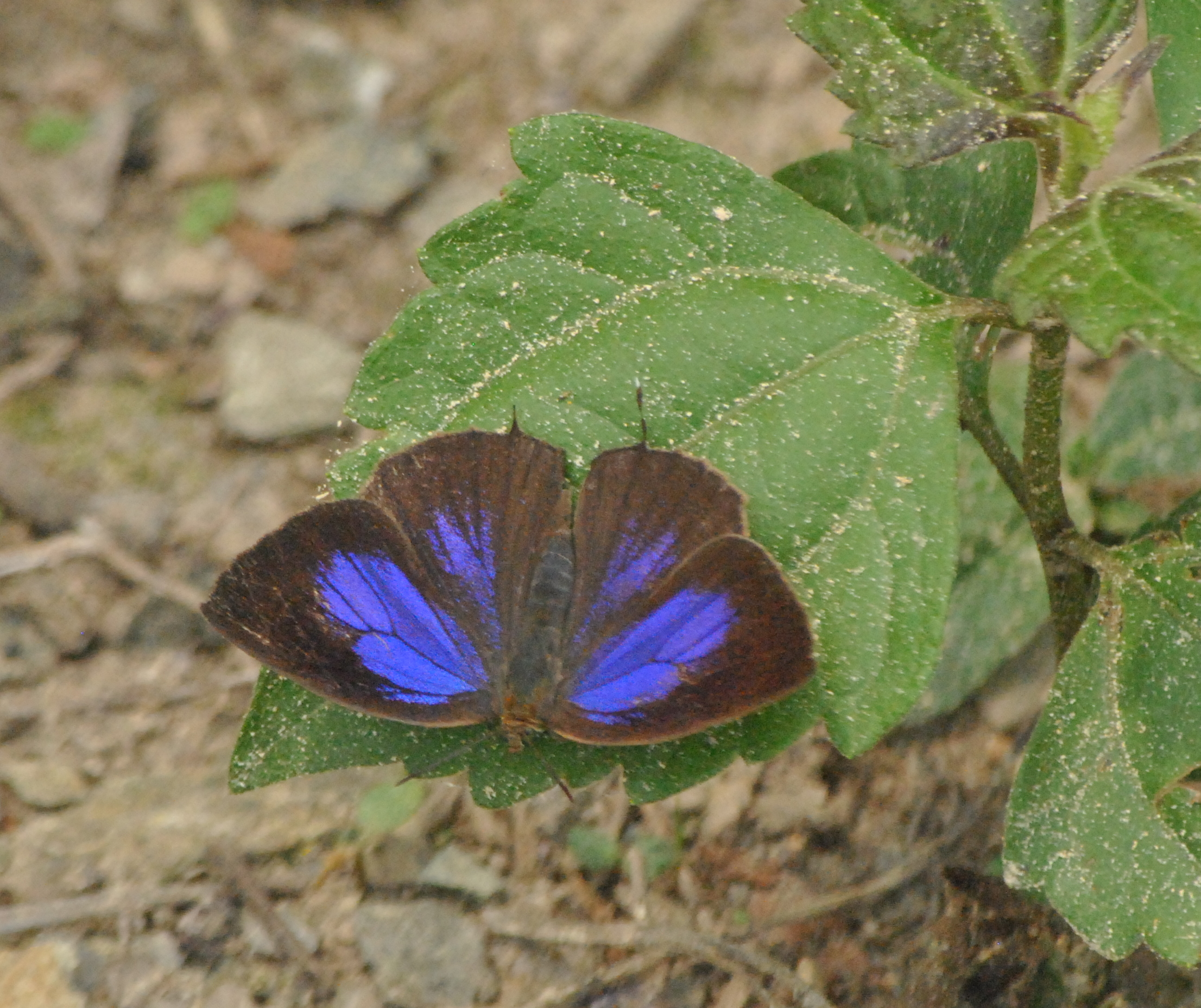
Chocolate Royal Remelana jangala